# Great American Ball Park
Great American Ball Park – stadion baseballowy w Cincinnati w stanie Ohio, na którym swoje mecze rozgrywa zespół Cincinnati Reds.
Pierwszy mecz na Great American Ball Park odbył się 31 marca 2003; przeciwnikiem Reds był Pittsburgh Pirates, a spotkanie obejrzało 42 343 widzów. Rekord frekwencji (44 599 - nadkomplet) zanotowano 10 października 2010 roku podczas 3. meczu National League Division Series pomiędzy Reds a Philadelphia Phillies.
W sierpniu 2011 na Great American Ball Park odbył się koncert Paula McCartneya. W 2015 na obiekcie rozegrany zostanie Mecz Gwiazd MLB. 

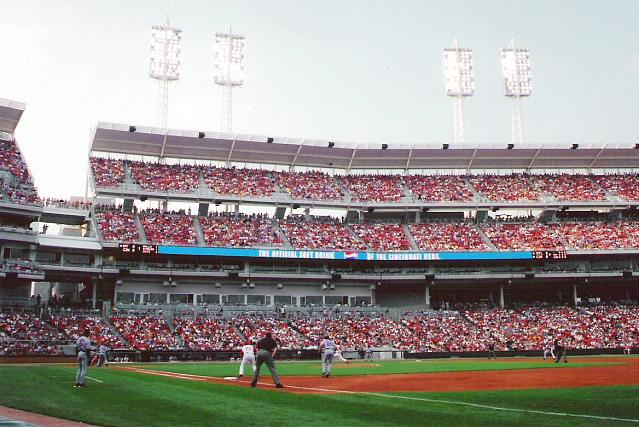
Trybuna The Gap.
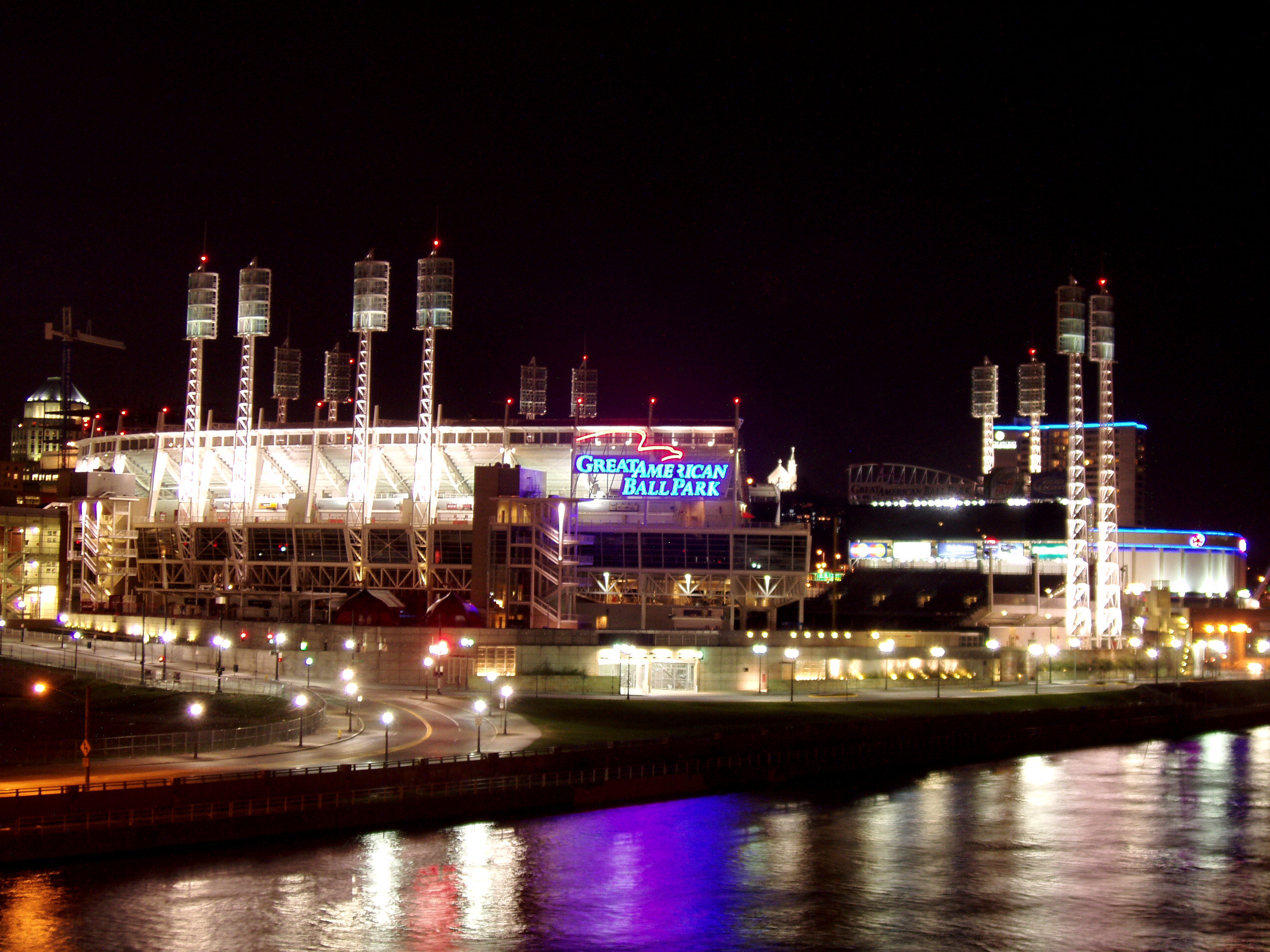
Great American Ball Park w nocy.
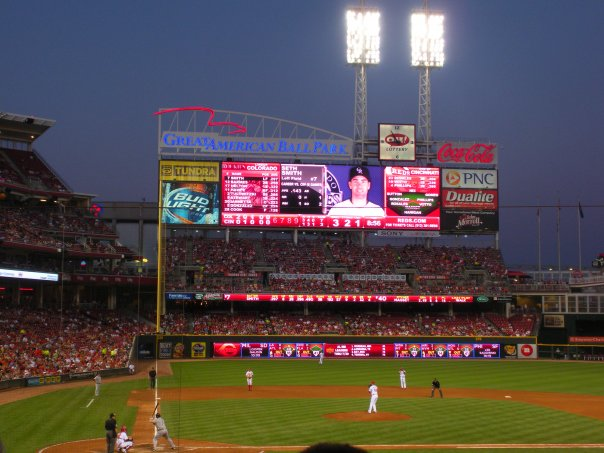
Trybuna z tablicą świetlną
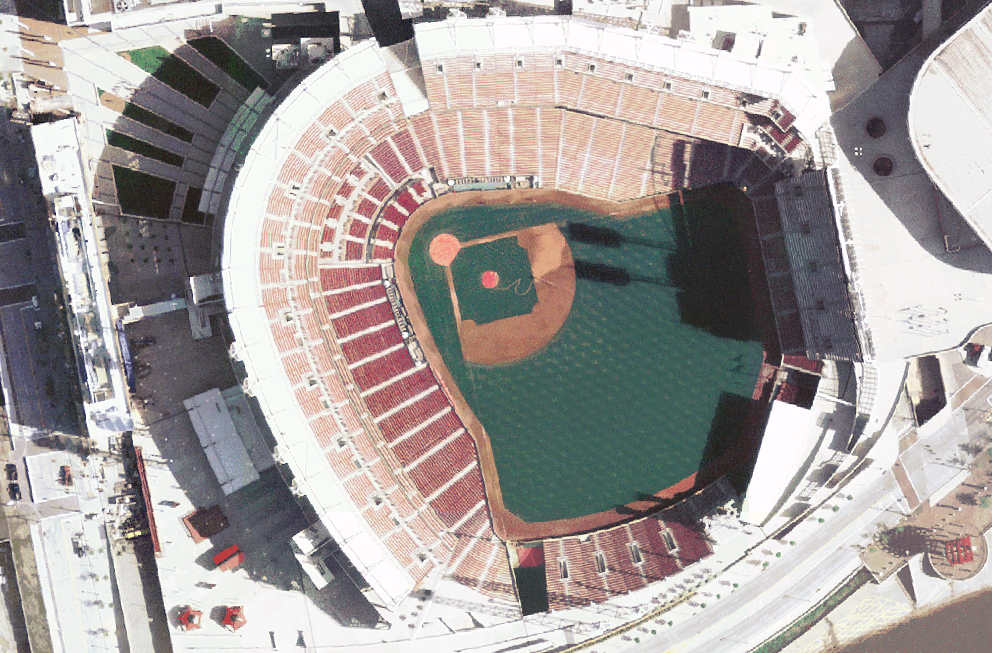
Zdjęcie satelitarne.